# Koningslijsten
Van een aantal culturen van de oudheid zijn koningslijsten bekend. 
Het zijn documenten die een historische opsomming geven van de koningen, al dan niet aangevuld met verwante gegevens zoals hoelang zij geregeerd hadden, met wie verwant waren en een summiere opmerking over hun regering. Een naam op een koningslijst is soms het enige wat we over een bepaalde koning weten, zeker in de vroege tijd van de lijst. Koningslijsten zijn onder andere bekend voor Sumerië, Egypte, Assyrië en Babylonië. Voor de laatste twee is zelfs een Synchronistische lijst bekend, waarin koningen van beide rijken opgesomd worden met hun tijdgenoot in het andere rijk. Ondanks vele onduidelijkheden, lacunes en onderlinge tegenspraak in details komen de verschillende lijsten en andere informatie die de lijsten met elkaar verbinden, zoals de Amarna-brieven redelijk goed met elkaar overeen en dit feit is de basis voor de chronologie van de oudheid.

## Soemerië
De oudste informatie in de vorm van een koningslijst komt van Soemer. De Soemerische koningslijst wijkt wat af van andere lijsten, omdat Soemerië eerder een verzameling stadstaten was dan een verenigd rijk. Er worden daarom dynastieën genoemd van verschillende steden die elkaar in tijd deels overlappen. Het begin van de lijst vermeldt koningen van vóór de zondvloed met bijzonder lange regeringsperioden, sommige zelfs duizenden jaren. Het kan ook zijn dat dit berust op foutieve interpretatie van oudere gegevens, of dat het om legendes gaat.

## Assyrië

### Assyrische koningslijst
Er zijn vijf versies van deze lijst aangetroffen, waarvan er twee erg fragmentarisch zijn:
1. KhKL: De Khorsabad-koningslijst de colofon dateert deze versie tot precies 738 v.Chr.
2. NaKL: Se Nassoui-koningslijst eindigt met Tiglat-Pileser II die stierf in 925 v.Chr.
3. SADS: De Seventh Day Adventist-koningslijst eindigt met Salmanasser V; hij stierf in 722 v.Cr.
4. AsKL: tablet VAT 11554 is erg fragmentatisch en moeilijk te dateren; het is mogelijk de oudste versie; mogelijk midden 11e eeuw
5. NiKL: tablet BM 128095 uit Ninive is ook fragmentarisch; mogelijk ergens in de 10e eeuw net als NaKL

#### Koningslijst van Nassouhi NaKL
De oudste versie van de Assyrische koningslijst stamt uit de 10e eeuw v.Chr. en werd gepubliceerd door Essad Nassouhi in 1927 en staat bekend als de "Koningslijst van Nassouhi". Het is de oudste lijst, maar niet noodzakelijkerwijs de meest betrouwbare. Het tablet is in slechte conditie.

#### Koningslijst van Khorsabad KhKL en de SDAS-lijst
In Khorsabad werd een latere versie (738 v.Chr.) gevonden in 1932 bekend als de "KHKL: Khorsabad King List". In 1954 publiceerde I.J. Gelb deze lijst samen met nog een lijst uit ongeveer dezelfde tijd die bekendstaat als de "SDAS Seventh Day Adventist Seminary". Het tablet was geërfd van een familielid dat het voor de Eerste Wereldoorlog in Mosoel verworven had en het had al die tijd stof verzameld. 

#### Tegenstrijdigheden
Op sommige punten spreken de lijsten elkaar (of andere bronnen) tegen:, vooral in de genealogie:
| nr. | Koning             | NaKL                                 | KhKL                        | SDAS                        | ander                                         |
| --- | ------------------ | ------------------------------------ | --------------------------- | --------------------------- | --------------------------------------------- |
| 61  | Puzur-assur III    | 14 jaar                              |                             | 24 jaar                     |                                               |
| 68  | Assur-nirari II    |                                      | zoon van Enlil-nasir        |                             | zoon van Assur-rabi I KAH 1                   |
| 70  | Assur-rim-nisheshu |                                      | zoon van Assur-bel-nisheshu |                             | zoon van Assur-nirari II (eigen zeggen) KAH 1 |
| 72  | Eriba-adad I       | zoon van Assur-ra'im-nisheshu        | zoon van Assur-bel-nisheshu | zoon van Assur-bel-nisheshu |                                               |
| 76  | Adad-nirari I      | zoon van Arik-den-ili + eigen zeggen |                             |                             |                                               |
| 79  | Assur-nadin-apli   | 4 jaar                               | 3 jaar                      | 3 jaar: nasir ipv. nadin    |                                               |
| 80  | Assur-nirari III   | zoon van Assur-nadin apli            | zoon Assur-nasir-apli       | zoon Assur-nasir-apli       |                                               |
| 82  | Ninurta-apil-ekur  | 13 jaar                              | 3 jaar                      | 3 jaar                      |                                               |
| 93  | Salmanasser I      | ontbreekt                            |                             |                             |                                               |
| 97  | Tiglat-Pileser II  | 32 jaar                              |                             | 33 jaar KAV 22              |                                               |
| 108 | Tiglat-Pileser III |                                      |                             | zoon Assur-nirari V         | zoon Adad-nirari III KAH 1                    |

### Synchronistische Kroniek en Kroniek P
Een bijzonder soort lijst is de Synchronistische Kroniek omdat deze koningen van zowel Assyrië als het buurland Babylonië bevat en aangeeft wie tijdgenoten van elkaar waren. Er is nog een andere kroniek Kroniek P die hetzelfde doet. Deze kronieken zijn vooral van belang omdat zij het mogelijk maken de lijsten van de twee landen aan elkaar te koppelen.

### Lijst van koningen van Aššur
De opzet van Lijst van koningen van Aššur is gebaseerd op een combinatie van de verschillende koningslijsten aangevuld met andere informatie, met name die van de eponiemenlijsten die (waarschijnlijk sinds Erišum I in 1974 v.Chr.) bijgehouden werden voor iedere koning. Voor de Oud-Assyische tijd komen deze lijsten vooral uit Kaniš.

## Babylonië
Voor de geschiedenis van Babylonië zijn de belangrijkste documenten:

### Koningslijst A
Deze tekst is bekend van een enkel Nieuw-Babylonische manuscript (BM 33332). Het bevatte de namen van alle koningen van Babylon vanaf het begin van Babylon I (vroeg 19e eeuw v.Chr.) tot het begin van het Nieuw-Babylonische Rijk (einde 7e eeuw v.Chr.) Het begin en het eind van het document zijn verloren gegaan en het oppervlak is sleets. Het biedt de lengte van iedere regering en een indeling in palû's, wat vaak vertaald wordt in "dynastie", maar daar niet helemaal mee overeenkomt.

### Koningslijst B
Dit document (BM 38122) is korter. Het bevat de namen van de eerste twee dynastiën (1894-1475) en geeft regeringslengtes alleen voor de eerste dynastie.

### Koningslijst C
Dit document bevat alleen de eerste zeven vorsten van de Tweede Dynastie van Isin (1153-1065) met regeringsjaren. Het is bekend als een Nieuw-Babylonische kopie, maar stamt waarschijnlijk uit de tijd kort na de laatste genoemde koning.

### Synchronistische Koningslijst.
Deze lijst stamt uit Assyrië en geeft aan welke koningen van Assyrië en Babylonië tijdgenoten geweest zouden zijn. Voor de oudere heersers klopt dat echter niet altijd.

### Koningslijst 14
Dit is een fragment van een synchronistische lijst met een tamelijk verschillende opzet. De lijst is vooral belangrijk omdat deze de namen van een aantal Babylonische koningen uit het 1e millennium bewaard heeft, waar anderszins niet veel over bekend is

### De koningslijst van Uruk
Deze lijst (IM 65066) werd door de Duitse opgravers in Uruk gevonden. De informatie erop betreft de latere tijd vanaf Kandalanu en Darius I tot Seleucus II Callinicus

### Koningslijst van de Hellenistische tijd.
Dit document (BM 35603) komt vrijwel zeker uit Babylon. Het betreft de tijd van Alexander de Grote tot Antiochus IV Epiphanes

## Egypte
De Koningslijsten van Egypte waren registers op muren, geschreven op papyri of geschreven werken van klassieke auteurs waarop de koningen van Egypte stonden. De algemene opvatting is dat priesters de koninglijsten bijhielden in hun tempels. Op de koningslijsten stonden geen jaartellingen zoals wij die kennen maar activiteiten van de koningen, de overstromingen van de Nijl of de jaren die geregeerd zijn. 
Voor de Egyptenaren was deze jaarlijks terugkerende overstroming niet alleen van levensbelang, het bracht bevloeiing en vruchtbare aarde, het werd ook gezien als een godsgeschenk waarvoor de farao als god op aarde verantwoordelijk werd gehouden. Door deze "jaartelling" in combinatie met de koningslijsten is een redelijk nauwkeurige omrekening  naar onze jaarrekening te maken. 
Desondanks zijn er nog veel onzekerheden. De koningslijsten spreken elkaar op veel details tegen, sommige farao's schijnen overlappende regeerperiodes gehad te hebben, sommige farao's zijn verzwegen of gewist zoals Achnaton, Hatsjepsoet of de gehate Hyksos.

### Zegel van koning Den
De zegelimpressie van koning Den is een afdruk van een zegel van de koning aangetroffen in zijn graf. Het laat een overzicht zien van de koningen van de 1e dynastie van Egypte. 

### Steen van Palermo

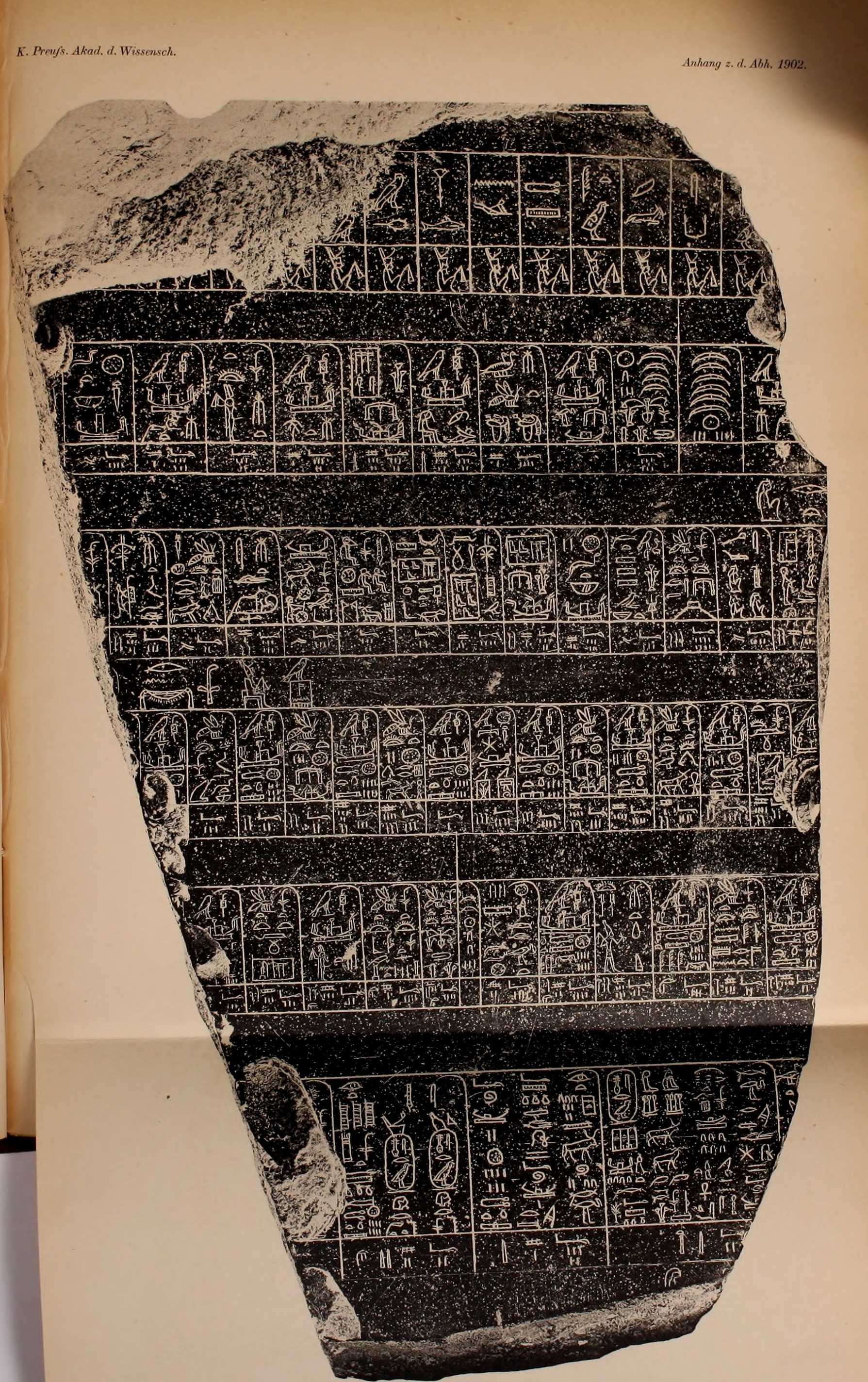
De palermosteen

Deze koningslijst is een steen waarop annalen staan gegrift van de farao's van het (mythische) begin tot aan de 5e dynastie van Egypte. Het werd voor administratieve doeleinden gebruikt. Voor ieder regeringsjaar bestaat een jaarnaam. De zaken die op de Palermosteen staan zijn religieuze, militaire en bestuurlijke aard. Een klein voorbeeld is: In het jaar 9 van de koning Djedkare, festival van Min.

### Koningslijst van Karnak

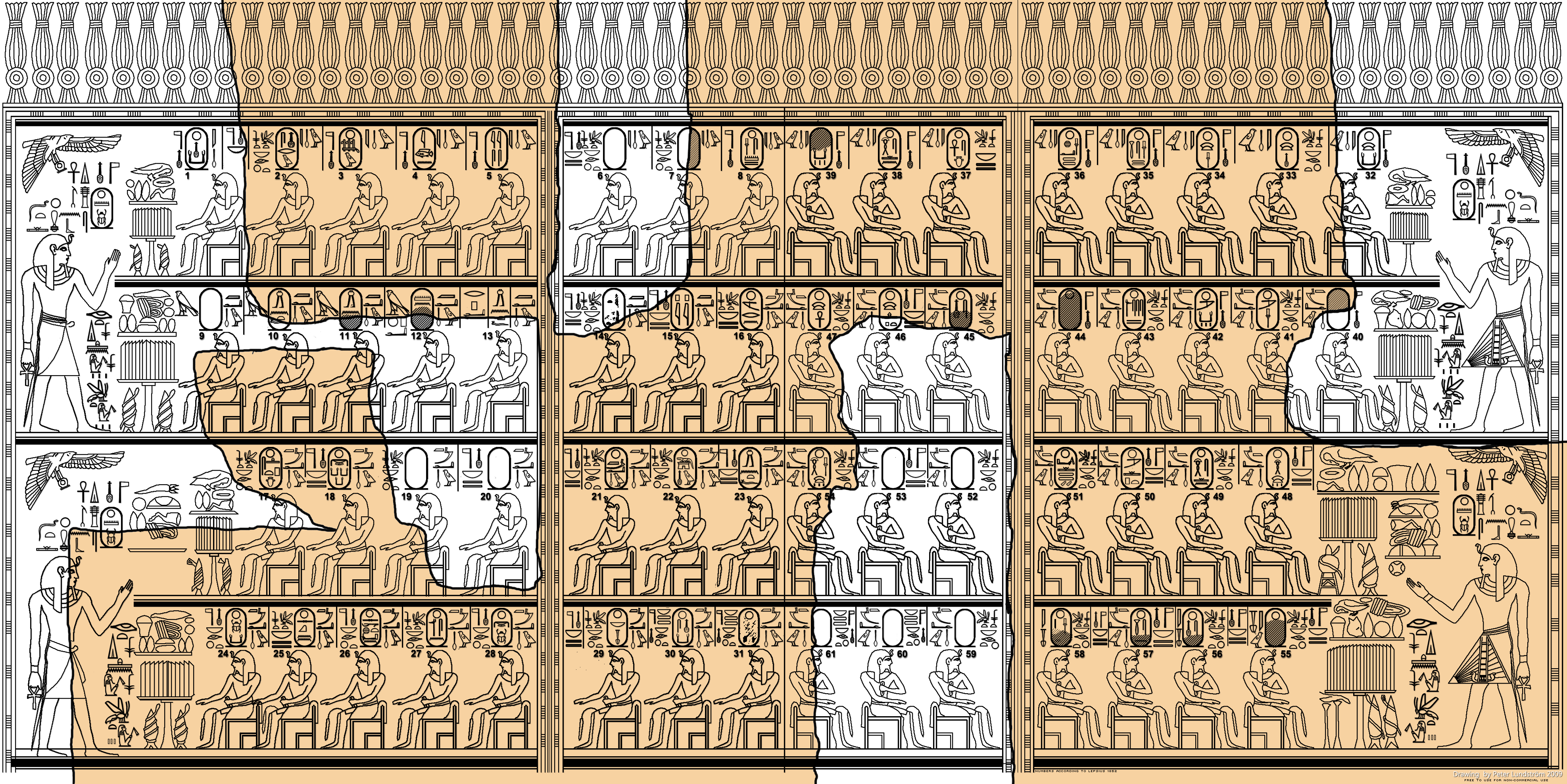
Koningslijst te Karnak

De koningslijst van Karnak is een inscriptie in het Achmenoe gedeelte van de tempel van Karnak. Op deze inscriptie offert Thoetmoses III aan zijn 61 voorouders. De inscriptie is weggehaald en meegenomen naar het Louvre-museum in Parijs. Op de inscripties zijn namen van farao's te lezen van de 4e dynastie, de 5e dynastie, 11e dynastie, 12e dynastie, 13e dynastie en 17e dynastie.

### Koningslijst van Abydos

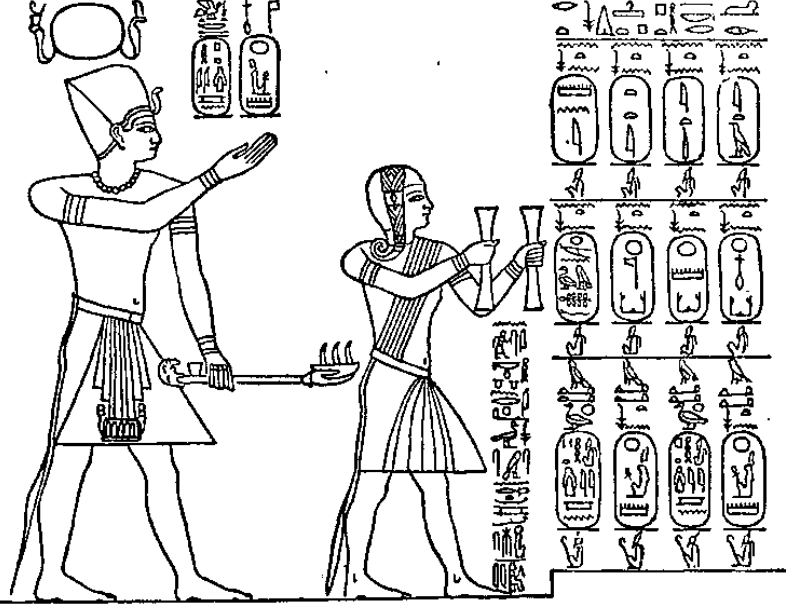
Tekening farao Seti I en de jonge Ramses II

In de tempel van Osiris liet Seti I een koningslijst uithakken. Op de wand laat hij zijn zoon (Ramses II) wijzen op zijn voorouders en laat hij ze eren. De muur bestaat uit twee rijen, bovenin-links begint de heersers van de vroeg-dynastieke periode en het Oude Rijk. Beneden begint de eerste tussenperiode en het Middenrijk en dan opeens het Nieuwe Rijk. Op de lijst was duidelijk censuur toegepast. Zo staan de Hyksoskoningen er niet op, de koningen uit de Amarna-periode ontbreken eveneens.

### Koningslijst van Turijn

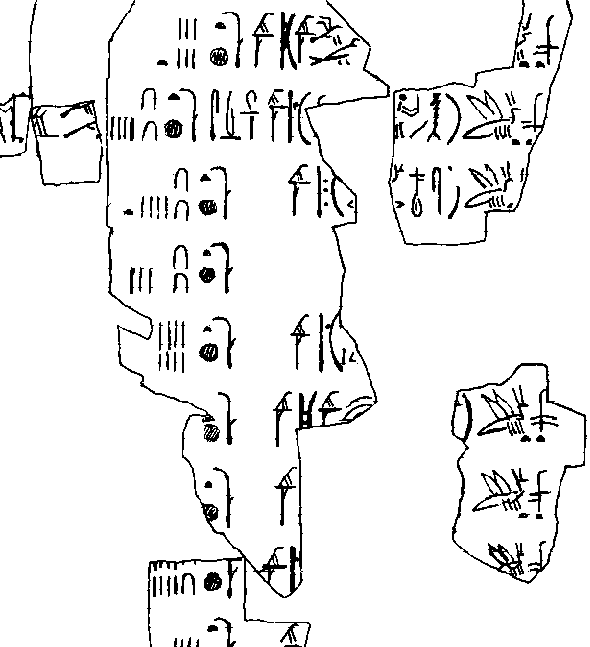
Detail van de turijnse koningslijst

De koningslijst van Turijn bestaat uit een aantal fragmenten papyrus waar hiëratische teksten staan. De papyrus is geschreven in de tijd van Ramses II. Het was origineel intact maar werd ontdekt in 300 stukjes in een graf in Thebe. De koningslijst werd meegenomen naar Turijn waar ze werd bestudeerd door Bernardino Drovetti, Jean-François Champollion en Gustavus Seyffarth. In de tussentijd dat het naar Turijn werd gebracht en dat het door de laatste deskundige werd bestudeerd, werd het beschadigd en verdwenen stukken ervan. 
De koningslijst komt overeen met de lijst van Manetho en is, net als deze, verdeeld in groepen van farao's met vermelding van jaren, maanden en dagen. Ook koningen (dorpshoofden) die over kleine staatjes regeerden, worden genoemd. De lijst bevat ook de Hyksos maar die zijn niet vermeld met hun namen in cartouches: vóór de namen werd een bepaalde hiëroglief neergezet om aan te geven dat het om buitenlanders ging.

### Koningslijst van Saqqara

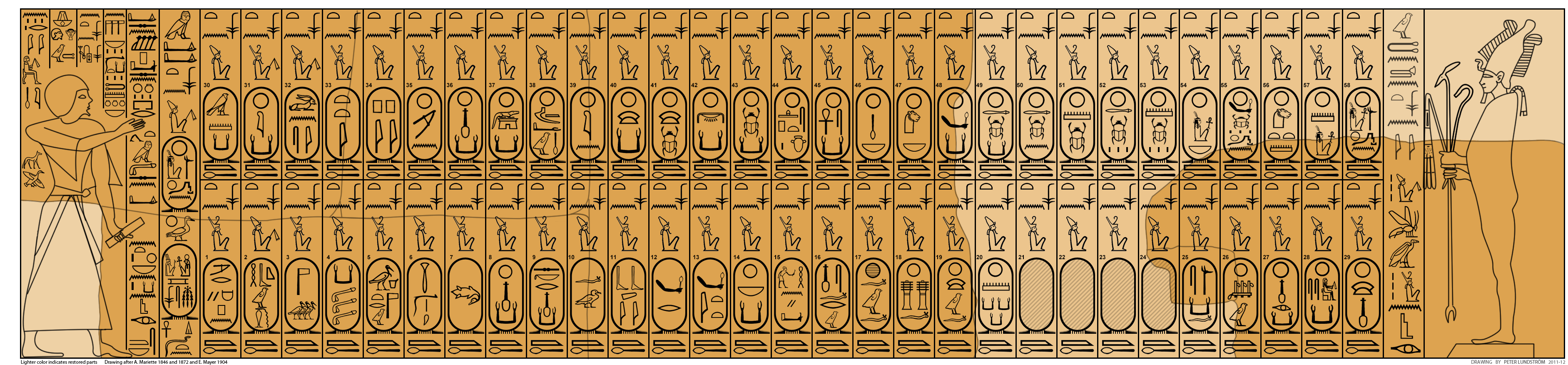
Koningslijst van Sakkara

In een graf van een hoogstaande officier uit de tijd van Ramses II is een koningslijst aangetroffen in 1861. De koningslijst beschrijft de farao's van de 1e dynastie van Egypte tot de 19e dynastie van Egypte, waarbij de eerste tussenperiode en de tweede tussenperiode zijn vermeden. De koningslijst is nu in een museum in Caïro.

### Manetho

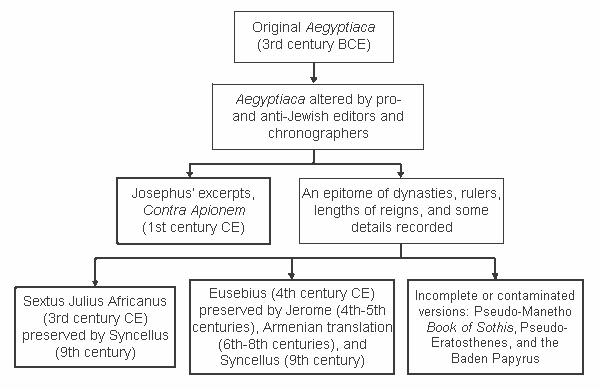
Evolutie van de Aegyptiaca

Manetho was een Griekstalige Egyptenaar uit 250 v.Chr.. De priester maakte in opdracht voor koning Ptolemaeus II Philadelphus een lijst van Egyptische farao's. Zijn werk noemde hij de Aegyptiaka. Manetho heeft de Egyptische geschiedenis gestructureerd. Hij liet de koningslijst beginnen met de mythologische heerschappij van de goden, halfgoden en volgers van Horus. Hierna worden de farao's opgesomd in dynastieën van 1 t/m 30. Beginnend bij Menes en eindigend bij de Perzen. De lijst heeft de oudheid niet overleefd maar is herschreven door Joodse en Romeinse schrijvers. De moderne koningslijsten zijn grotendeels gebaseerd op het systeem van Manetho, dit getuigt van het feit dat sommige Griekse en Romeinse namen nog worden aangetroffen.